# Клоцувка
Клоцувка (пол. Klocówka; укр. Клоцівка) — село в Польщі, у гміні Тарнаватка Томашівського повіту Люблінського воєводства.
Розташоване на Закерзонні (в історичному Надсянні).
Населення — 106 осіб (2011).

## Історія
Первісним населенням Клоцівки були русини-лемки, які компактно проживали на своїх історичних землях.
У 1975—1998 роках село належало до Замойського воєводства.

## Демографія
Демографічна структура станом на 31 березня 2011 року:
|          | Загалом | Допрацездатний вік | Працездатний вік | Постпрацездатний вік |
| -------- | ------- | ------------------ | ---------------- | -------------------- |
| Чоловіки | 50      | 12                 | 29               | 9                    |
| Жінки    | 56      | 10                 | 26               | 20                   |
| Разом    | 106     | 22                 | 55               | 29                   |